# Pediobius worelli
Pediobius worelli är en stekelart som beskrevs av Andriescu 1971. Pediobius worelli ingår i släktet Pediobius och familjen finglanssteklar.
Artens utbredningsområde är Rumänien. Inga underarter finns listade i Catalogue of Life.